# Saint-Céneri-le-Gérei
Saint-Céneri-le-Gérei est une commune française, située dans le département de l'Orne en région Normandie, peuplée de 112 habitants.

## Géographie

### Localisation
Saint-Céneri représente un bastion avancé de la Normandie aux confins des départements de l’Orne, de la Sarthe et de la Mayenne.

### Géologie et relief
Dans un méandre de la Sarthe qui arrive d’Alençon et s’écoule vers Le Mans, Saint-Céneri est hissée sur un piton rocheux granitique et irrégulier. Les maisons à l’est surplombent la Sarthe alors qu’elles se superposent en terrasse sur le flanc ouest.
À une dizaine de kilomètres au sud-ouest d’Alençon, Saint-Céneri se trouve au nord-est des Alpes mancelles, dans le parc naturel régional Normandie-Maine.

### Sismicité
La commune est classée en zone 2 « risque faible ».

### Hydrographie
La commune est située dans le bassin Loire-Bretagne. Elle est drainée par la Sarthe et le Sarthon,.
La Sarthe constitue la limite sud du territoire communal. D'une longueur de 314 km, elle prend sa source dans la commune de Soligny-la-Trappe, au hameau de Somsarthe, c'est-à-dire "sommet de la Sarthe", à une altitude de 250 mètres. Sur une grande partie de son cours, elle marque alors la limite entre les départements de l'Orne et de la Sarthe et conflue avec la Mayenne à Angers à une altitude de 15 mètres, pour former la Maine. Le pont en pierre surplombe une boucle de la Sarthe.
Le Sarthon constitue quant à lui la limite ouest du territoire communal. D'une longueur de 25 km, il prend sa source dans la commune de Rouperroux, près du hameau des Carrières, à une altitude de 325 mètres, et se jette  dans la Sarthe en limite de la commune et de Saint-Pierre-des-Nids, face à Saint-Léonard-des-Bois, à une altitude de 117 mètres, après avoir traversé onze communes. Les caractéristiques hydrologiques du Ru de Vaux sont données par la station hydrologique située sur la commune. Le débit moyen mensuel est de 1,8 m3/s. Le débit moyen journalier maximum est de 18,9 m3/s, atteint lors de la crue du 21 octobre 2012. Le débit instantané maximal est quant à lui de 24,6 m3/s, atteint le même jour.
La fontaine miraculeuse, est une source alimentée par l’eau qui circule dans le réseau de fractures de la granodiorite du versant escarpé en rive gauche de la boucle de la Sarthe.

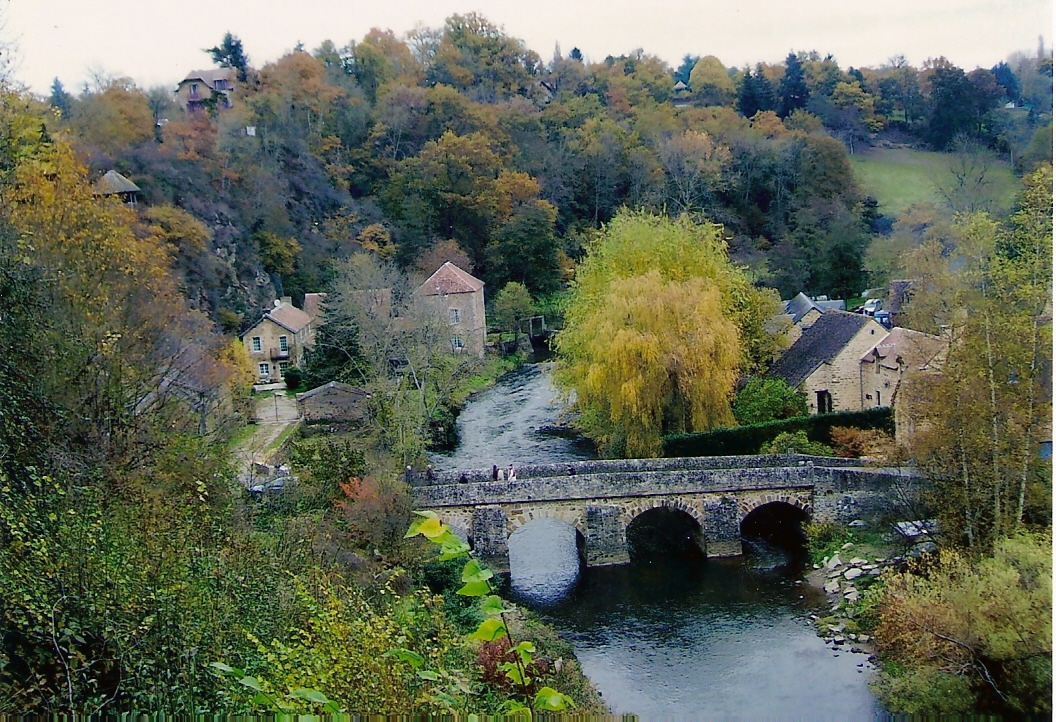
Vue de Saint-Céneri-le-Gérei.
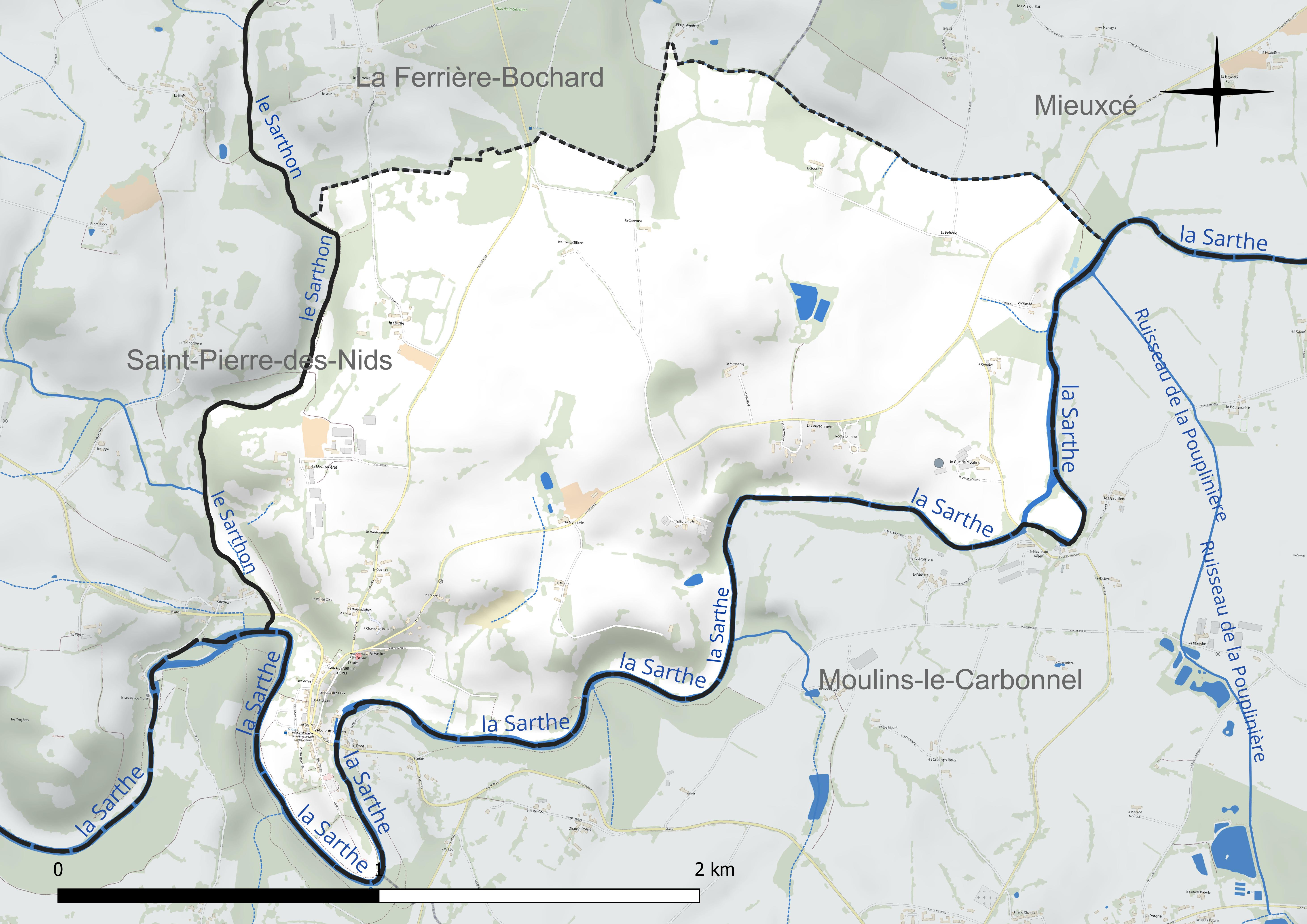
Réseau hydrographique de Saint-Céneri-le-Gérei.

### Climat
Pour des articles plus généraux, voir Climat de la Normandie et Climat de l'Orne.
En 2010, le climat de la commune est de type climat océanique altéré, selon une étude du CNRS s'appuyant sur une série de données couvrant la période 1971-2000. En 2020, Météo-France publie une typologie des climats de la France métropolitaine dans laquelle la commune est dans une zone de transition entre le climat océanique et le climat océanique altéré et est dans la région climatique Normandie (Cotentin, Orne), caractérisée par une pluviométrie relativement élevée (850 mm/a) et un été frais (15,5 °C) et venté. Parallèlement le GIEC normand, un groupe régional d’experts sur le climat, différencie quant à lui, dans une étude de 2020, trois grands types de climats pour la région Normandie, nuancés à une échelle plus fine par les facteurs géographiques locaux. La commune est, selon ce zonage, exposée à un « climat des plateaux abrités », se caractérisant par une pluviométrie et des contraintes thermiques modérées mais aussi, par effet de continentalité, des températures plus contrastées qu'au nord dans la plaine de Caen, avec communément 10 à 15 jours par an de plus de froid en hiver et de chaleur en été.
Pour la période 1971-2000, la température annuelle moyenne est de 10,6 °C, avec une amplitude thermique annuelle de 14 °C. Le cumul annuel moyen de précipitations est de 774 mm, avec 12,6 jours de précipitations en janvier et 7,7 jours en juillet. Pour la période 1991-2020, la température moyenne annuelle observée sur la station météorologique la plus proche, située sur la commune d'Alençon à 12 km à vol d'oiseau, est de 11,3 °C et le cumul annuel moyen de précipitations est de 743,7 mm,. Pour l'avenir, les paramètres climatiques de la commune estimés pour 2050 selon différents scénarios d’émission de gaz à effet de serre sont consultables sur un site dédié publié par Météo-France en novembre 2022.

### Voies de communications et transports

#### Voies routières
Saint-Céneri-le-Gérei est reliée à la ville voisine d’Alençon, chef-lieu du département, par la route départementale 101.

#### Transports en commun
La commune est desservie par le réseau de bus Alto. Ce réseau fait partie des Transports urbains de la communauté urbaine d'Alençon. Saint-Céneri-le-Géreï fait partie des lignes Iténéo 4 et Iténéo Access.

### Urbanisme
La commune est partie prenante du plan local d'urbanisme intercommunal de la communauté urbaine d'Alençon. En effet, par délibération du 28 mars 2013, la communauté urbaine d’Alençon (CUA) a prescrit l'élaboration du plan local d’urbanisme intercommunal (PLUI) sur la totalité de son territoire qui comprend 36 communes, incluant Saint-Céneri-le-Gérei.

## Urbanisme

### Typologie
Au 1er janvier 2024, Saint-Céneri-le-Gérei est catégorisée commune rurale à habitat dispersé, selon la nouvelle grille communale de densité à sept niveaux définie par l'Insee en 2022.
Elle est située hors unité urbaine. Par ailleurs la commune fait partie de l'aire d'attraction d'Alençon, dont elle est une commune de la couronne,. Cette aire, qui regroupe 89 communes, est catégorisée dans les aires de 50 000 à moins de 200 000 habitants,.

### Occupation des sols
L'occupation des sols de la commune, telle qu'elle ressort de la base de données européenne d’occupation biophysique des sols Corine Land Cover (CLC), est marquée par l'importance des territoires agricoles (89 % en 2018), une proportion identique à celle de 1990 (89 %). La répartition détaillée en 2018 est la suivante : 
prairies (49,2 %), terres arables (39,8 %), forêts (11 %). L'évolution de l’occupation des sols de la commune et de ses infrastructures peut être observée sur les différentes représentations cartographiques du territoire : la carte de Cassini (XVIIIe siècle), la carte d'état-major (1820-1866) et les cartes ou photos aériennes de l'IGN pour la période actuelle (1950 à aujourd'hui).

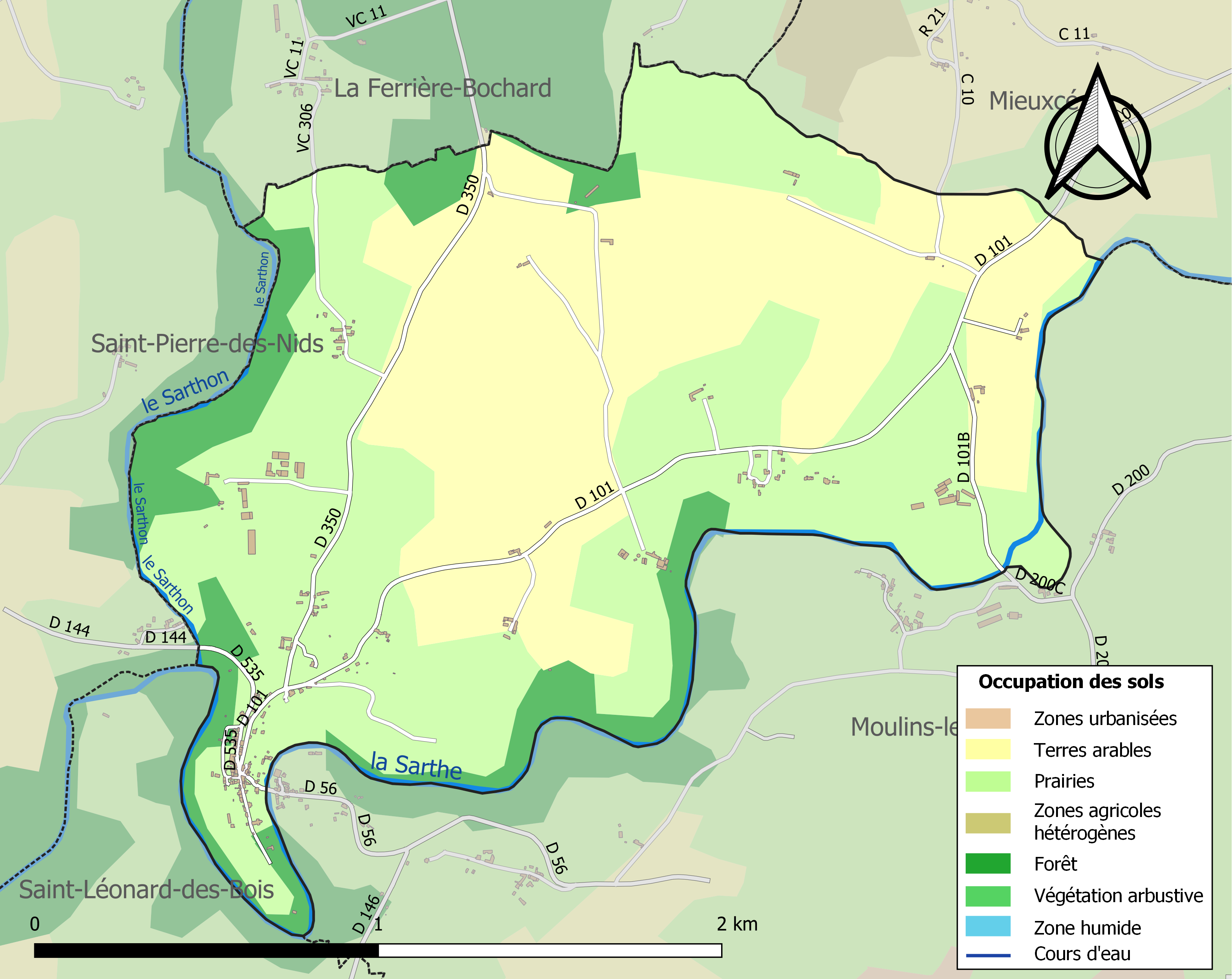
Carte des infrastructures et de l'occupation des sols de la commune en 2018 (CLC).

## Toponymie
Le nom de la localité est attesté sous la forme S. Serenicus en 1050.
Le lieu prit le nom  de saint Céneri, né entre 620 et 625 à Spolète, en Italie et mort vers 669, un religieux du VIIe siècle, évangélisateur de la Normandie, un ermite qui fonda un monastère et une chapelle dans le village.
Le déterminant complémentaire -le-Gérei fait référence à la famille Gérei, autrement dit la famille Giroie. Gérei ou Girei est la forme de l'Ouest, transcrite par Giroie en français.
Le nom de la commune était autrefois écrit Saint Cénery le Gérey, mais le conseil général de l'Orne a fait simplifier la graphie usuelle des toponymes, dont le graphe -y noté par le simple -i en finale des noms propres, contrairement à l'usage général du français pour les noms propres (sauf Henri).
Le gentilé est Girois.

## Histoire
Un ermite italien Céneri, de son nom latin Serenicus (ou Senericus), a vécu à Saint-Céneri-le-Gérei au VIIe siècle. Il finit par accepter des disciples et, à sa mort, un monastère restera en construction avec une église dédiée à saint Martin de Tours. Ce monastère fut détruit par les Vikings en 903. L'église restera une dépendance de l’abbaye de Saint-Évroult.

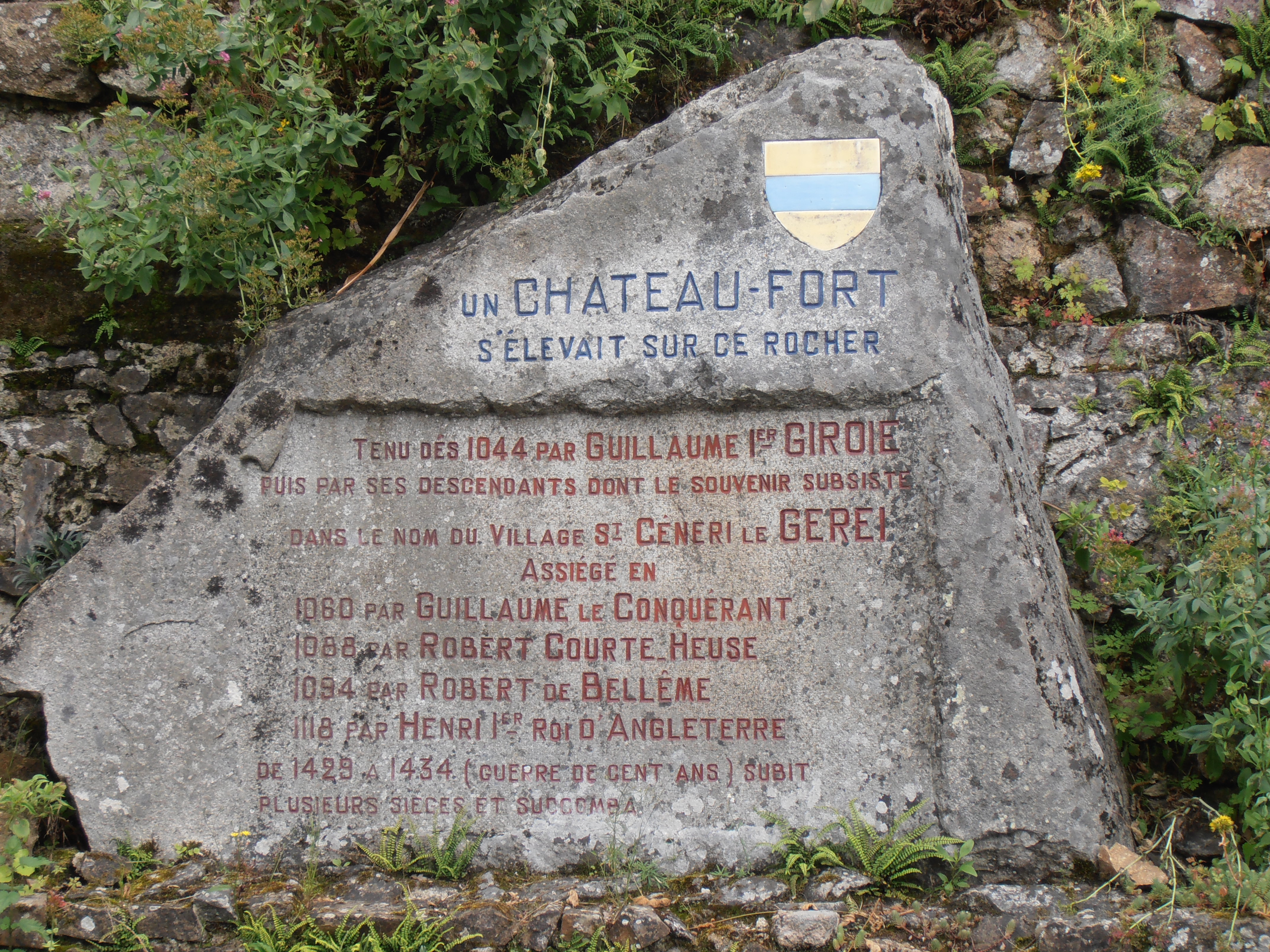
Historique du château.

Le village de Saint-Céneri-le-Gérei a été établi une première fois en 1044. Son fondateur, Guillaume Giroie, a construit un château dont seuls demeurent, à l’époque actuelle, des pans de murs. Le château de Saint-Céneri-le-Gérei fut assiégé par Guillaume le Conquérant en 1060 avant d'être pris par Robert Courteheuse en 1088. Pendant la guerre de Cent Ans, Ambroise de Loré parvint à défendre la forteresse jusqu’à sa mort en 1436. Celle-ci fut assiégée par John Fastolf.
Au cours de la période révolutionnaire de la Convention nationale (1792-1795), la commune a porté le nom de L'Isle-sur-Sarthe.
Depuis le XIXe siècle, la beauté de l’endroit a stimulé l’inspiration de beaucoup d’artistes qu’elle a attirés. Deux auberges témoignent encore de l’importance des artistes pour la renaissance du village : l’auberge des Peintres et l’auberge des Sœurs Moisy. À l’étage de cette dernière se trouve la salle dite des « décapités », dans laquelle les peintres, éclairés à la bougie, traçaient sur les murs les contours des visages de leurs confrères. Elle se visite encore aujourd’hui. Le village a même son propre festival qui célèbre tous les ans les peintres qui sont venus ou ont vécu à Saint-Céneri-le-Gérei. Classé dans « les Plus Beaux Villages de France », il attire actuellement beaucoup de touristes.

## Politique et administration
| Période                                  | Période      | Identité            | Étiquette | Qualité                               |
| ---------------------------------------- | ------------ | ------------------- | --------- | ------------------------------------- |
| 1946                                     | 1953         | Auguste-Jean Claire |           | Artiste peintre                       |
| années 1970                              | juin 1995    | Jacques Hébert      | SE        | Éleveur                               |
| juin 1995                                | mars 2014    | Kenneth Tatham      | NC        | Chef d'entreprise                     |
| mars 2014                                | octobre 2017 | Florence Mauny Uhl  | SE        | Architecte                            |
| décembre 2017                            | En cours     | Richard Marquet     | SE        | Technicien de méthodes en maintenance |
| Les données manquantes sont à compléter. |              |                     |           |                                       |

### Budget et fiscalité 2016
En 2016, le budget de la commune était constitué ainsi :
- total des produits de fonctionnement : 87 000 €, soit 682 € par habitant ;
- total des charges de fonctionnement : 78 000 €, soit 606 € par habitant ;
- total des ressources d’investissement : 30 000 €, soit 236 € par habitant ;
- total des emplois d’investissement : 12 000 €, soit 94 € par habitant.
- endettement : 6 000 €, soit 50 € par habitant.

Avec les taux de fiscalité suivants :
- taxe d’habitation : 8,87 % ;
- taxe foncière sur les propriétés bâties : 5,95 % ;
- taxe foncière sur les propriétés non bâties : 11 % ;
- taxe additionnelle à la taxe foncière sur les propriétés non bâties : 0 % ;
- cotisation foncière des entreprises : 0 %.

Chiffres clés Revenus et pauvreté des ménages en 2014 : Médiane en 2014 du revenu disponible, par unité de consommation : 23 402 €.

## Population et société

### Démographie

#### Évolution démographique
L'évolution du nombre d'habitants est connue à travers les recensements de la population effectués dans la commune depuis 1793. Pour les communes de moins de 10 000 habitants, une enquête de recensement portant sur toute la population est réalisée tous les cinq ans, les populations de référence des années intermédiaires étant quant à elles estimées par interpolation ou extrapolation. Pour la commune, le premier recensement exhaustif entrant dans le cadre du nouveau dispositif a été réalisé en 2005.
En 2022, la commune comptait 112 habitants, en évolution de −6,67 % par rapport à 2016 (Orne : −3,21 %, France hors Mayotte : +2,11 %).
| 1793 | 1800 | 1806 | 1821 | 1836 | 1841 | 1846 | 1851 | 1856 |
| ---- | ---- | ---- | ---- | ---- | ---- | ---- | ---- | ---- |
| 310  | 261  | 388  | 283  | 343  | 308  | 298  | 318  | 348  |

| 1861 | 1866 | 1872 | 1876 | 1881 | 1886 | 1891 | 1896 | 1901 |
| ---- | ---- | ---- | ---- | ---- | ---- | ---- | ---- | ---- |
| 333  | 332  | 304  | 321  | 274  | 260  | 262  | 242  | 229  |

| 1906 | 1911 | 1921 | 1926 | 1931 | 1936 | 1946 | 1954 | 1962 |
| ---- | ---- | ---- | ---- | ---- | ---- | ---- | ---- | ---- |
| 203  | 195  | 171  | 152  | 157  | 160  | 148  | 144  | 140  |

| 1968 | 1975 | 1982 | 1990 | 1999 | 2005 | 2006 | 2010 | 2015 |
| ---- | ---- | ---- | ---- | ---- | ---- | ---- | ---- | ---- |
| 121  | 122  | 136  | 152  | 122  | 140  | 143  | 126  | 121  |

| 2020 | 2022 | - | - | - | - | - | - | - |
| ---- | ---- | - | - | - | - | - | - | - |
| 112  | 112  | - | - | - | - | - | - | - |

### Enseignement
La commune relève de l'Académie de Caen.
Les établissements d'enseignement les plus proches sont :
- Écoles maternelles et primaires à Moulins-le-Carbonnel,
- Collèges à Moulins-le-Carbonnel,
- Lycées à Alençon.

### Santé
Les professionnels et établissements de santé :
- Médecins à La Ferrière-Bochard et Saint-Pierre-des-Nids[43],
- Infirmière à Saint-Pierre-des-Nids et Héloup,
- Hôpital[44], cliniques à Alençon[45].

### Cultes
- La paroisse Saint Pierre au pays d'Alençon comporte 3 relais et 17 clochers. Le relais de Saint Denis d'Écouves comporte la commune de Saint-Céneri-le-Gérei[46],[47].

## Économie

### Entreprises et commerces

#### Agriculture
- Cultivateurs et éleveurs[48].
- La Confrérie des Fins Goustiers du Haut-Maine et Pail[49] tient depuis 2012 un stand au marché champêtre de Saint-Céneri-le-Gérei[50].

#### Tourisme
L’économie de Saint-Céneri-le-Gérei, en raison de son environnement pittoresque et calme, repose essentiellement sur le tourisme.
- Base de pleine nature située à Moulins-le-Carbonnel sur les bords de la Sarthe : aire de camping[51].
- Maisons d'hôtes et chambres meublées[52].
- L'auberge des peintres[53].
- Circuits de randonnées[54].
- Aire de stationnement provisoire[55].

#### Commerces-artisanat
- Restauration de meubles anciens[56] et objets d’art, restauration de tableaux et objets en bois dorés[57].

## Lieux et monuments
Patrimoine religieux
- Église Saint-Céneri, romane, du XIe siècle, classée au titre des monuments historiques par arrêté du 12 juillet 1886[58],[59], avec des peintures monumentales du XIVe siècle[60] et son chemin de croix, œuvre du sculpteur girois Malezieux[61].
- Chapelle du XVe siècle[62] et la fontaine miraculeuse sur la rive opposée, face à la chapelle dite du Petit-Saint-Céneri, qui fut peinte par René Veillon en 1887, Gauthier en 1923, Bernard Buffet en 1976 et André Paly.
- Le presbytère.
- Les sarcophages mérovingiens.

Patrimoine civil
- Ruines d'un château fort fondé dans la première moitié du XIe siècle (vers 1045?) par Guillaume Giroie[63].

L'ancien site fortifié fut assiégé en 1060  et occupé par le duc de Normandie, Guillaume le Bâtard, futur le Conquérant, puis pris en 1088, par son fils, Robert Courteheuse sur le comte de Bellême et reconstruit en 1089 par Robert Giroie. La place subira les affres de la guerre de Cent Ans. Occupé par les Anglais, il sera assiégé par Ambroise de Loré.
Il subsiste quelques fragments des murs du château dans le bourg, à l'ouest, près de la rue parallèle à la rue principale (ou RD 101), ainsi que deux mottes circulaires, à l'est de la rue Principale, l'une près de la mairie, l'autre au centre de l'agglomération,.
- Le pont de Saint-Céneri sur la D 101.
- Ancien hôtel Legangeux, devenu auberge des Peintres[66].
- L’auberge Moisy[67].
- L'ancienne épicerie Péronne.
- L'auberge de la Vallée.
- La maison en pierre de l'ancien maire Jean Jacquenot (1905-1977).
- Le chemin des Gaulois, le moulin de Trotté, la pierre Bécue[68].

Patrimoine naturel
- Le belvédère des Avaloirs[69].
- Le parc naturel régional Normandie-Maine.

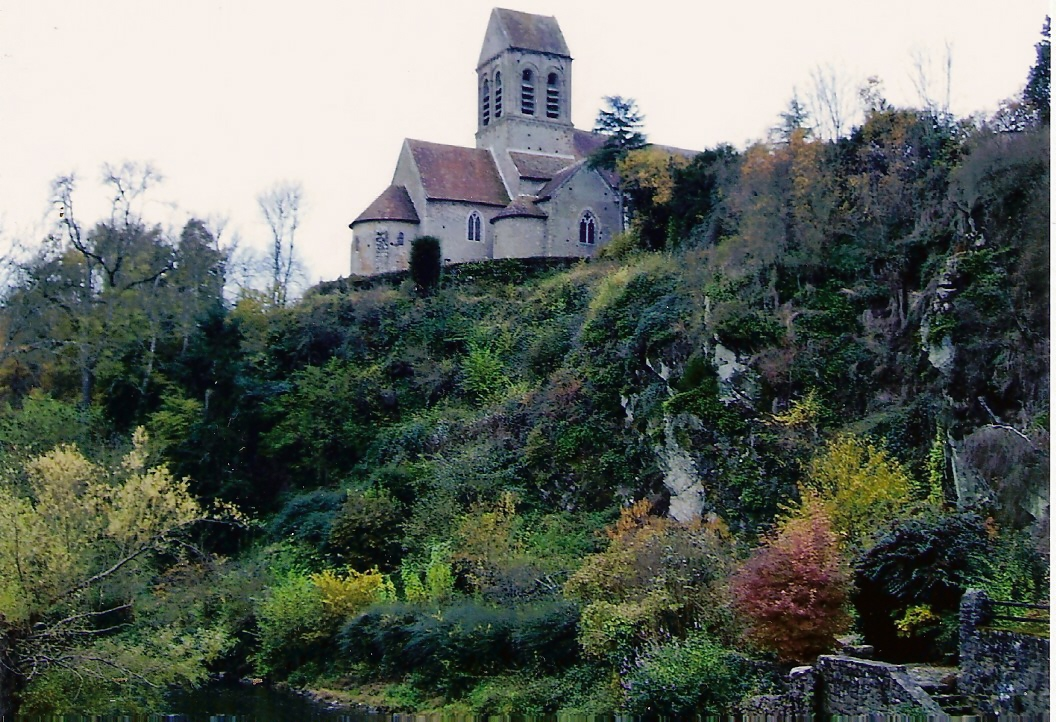
L'église de Saint-Céneri-le-Gérei.
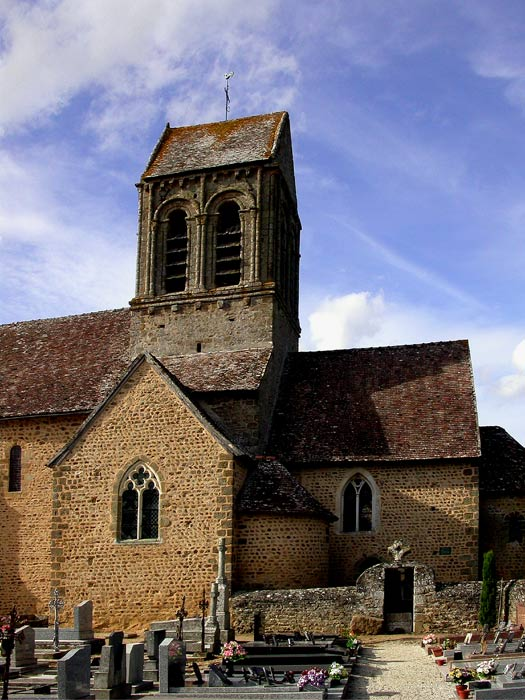
L'église et le cimetière.
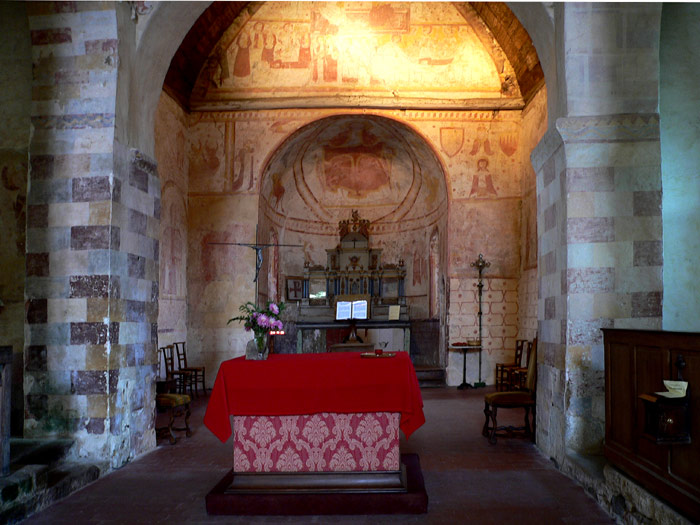
L'intérieur de l'église.
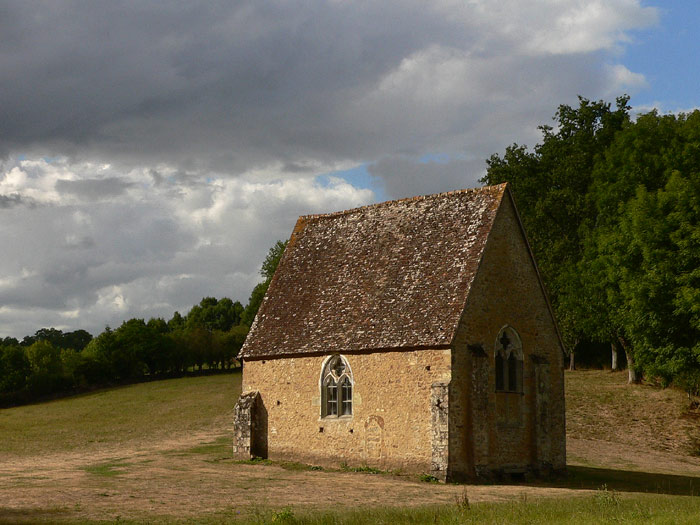
La chapelle de Saint-Céneri.
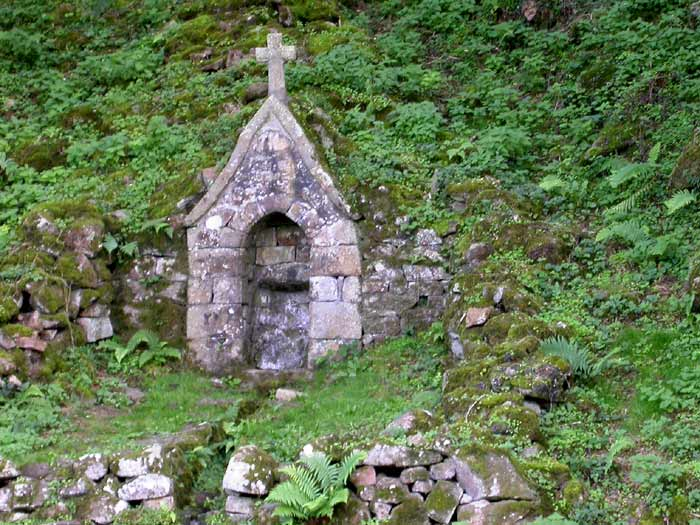
La fontaine de Saint-Céneri.
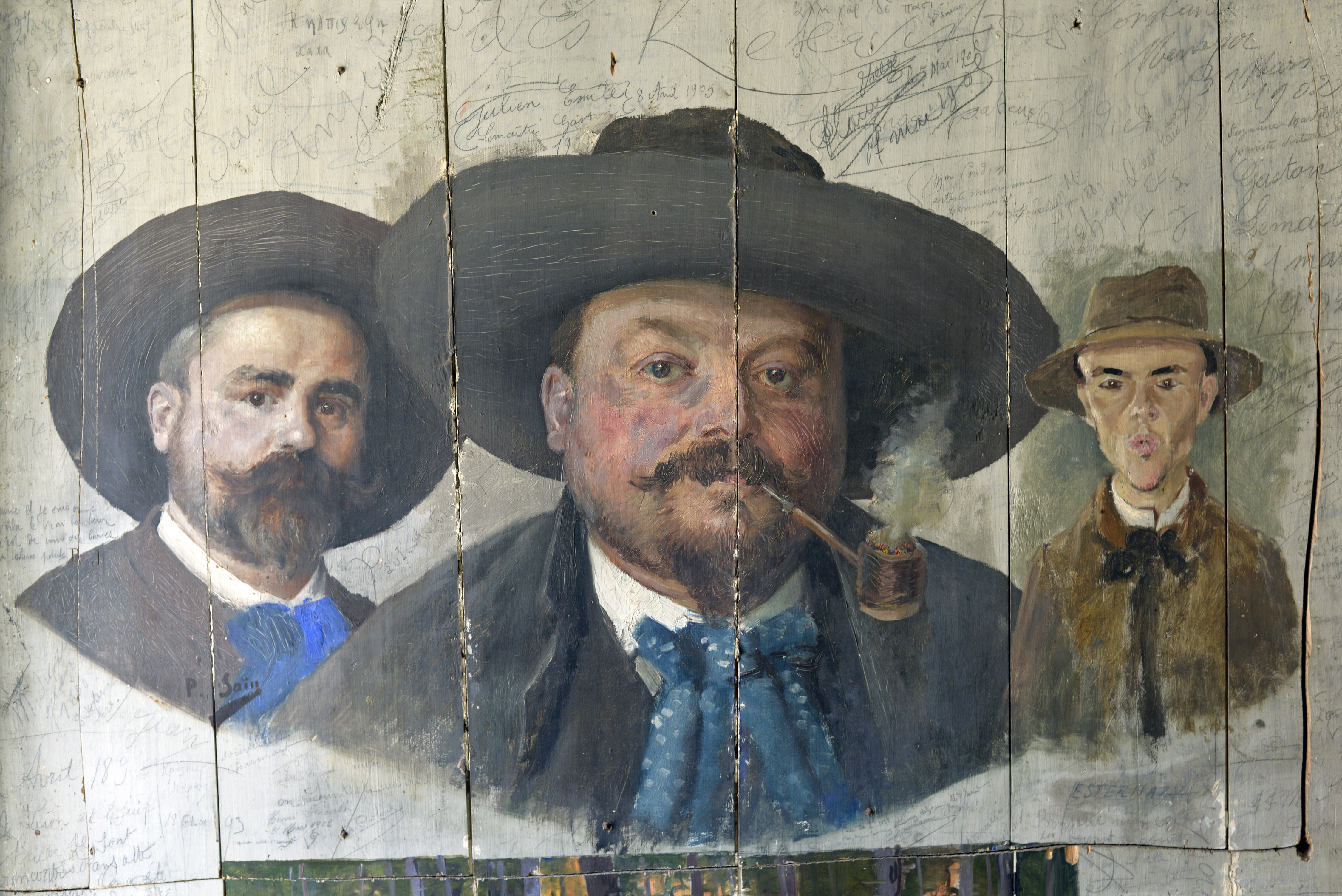
les peintures murales au premier étage de l'auberge de Moisy.
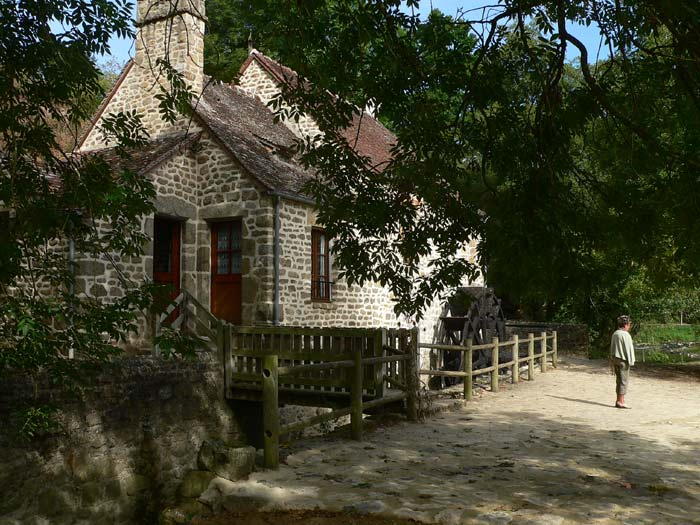
Le moulin de Trotté.

## Activité, labels et manifestations
Saint-Céneri-le-Gérei est un des plus beaux villages de France. Un reportage de l'émission de France 2 y a été réalisé par Stéphane Bern.

## Personnalités liées à la commune

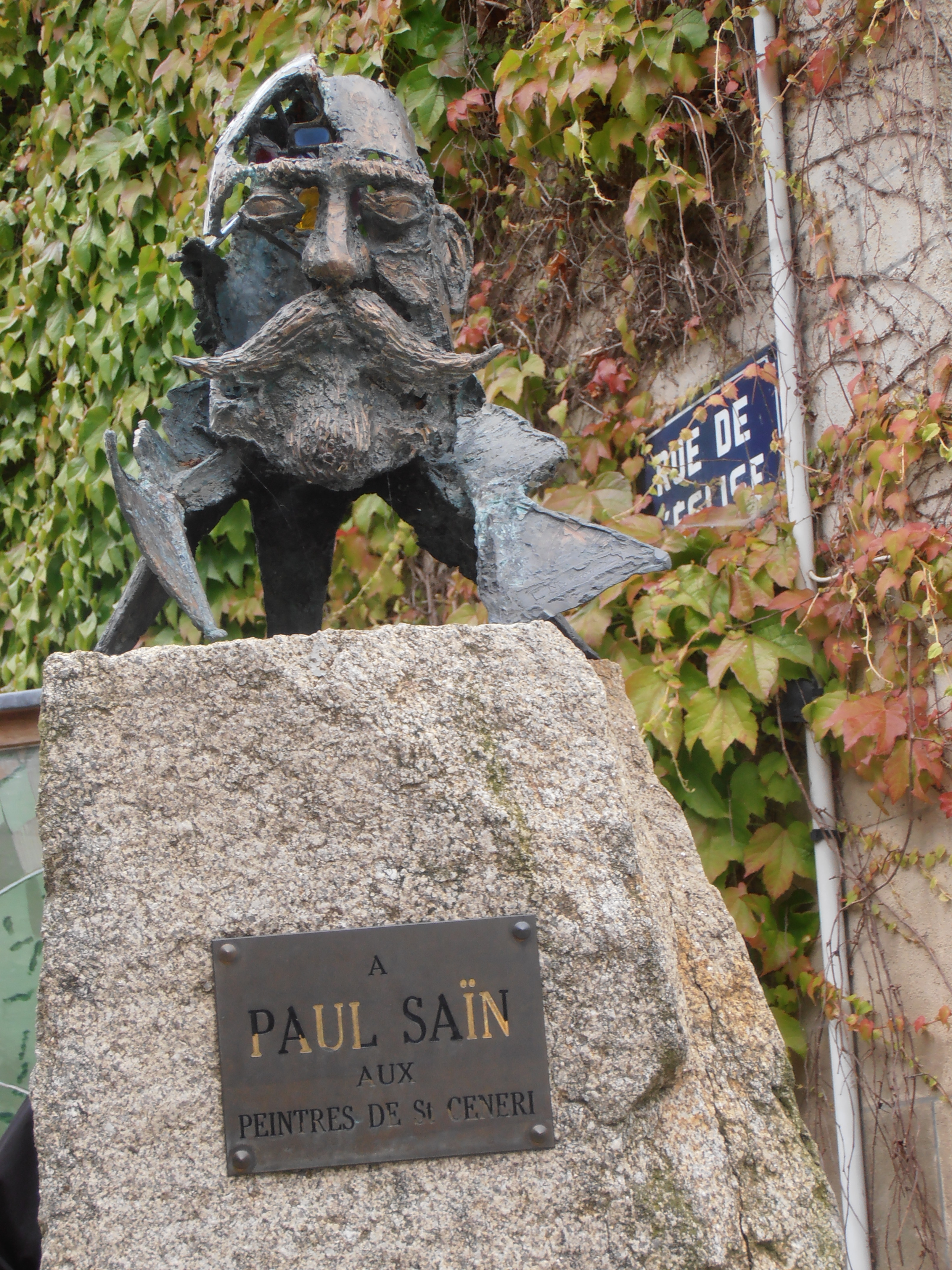
À Paul Saïn, aux peintres de Saint-Céneri.

Saint Céneri-le-Gérei, Barbizon des Alpes Mancelles, : 
- Bernard Buffet peignit le village ;
- Camille Corot séjourna dans le village ;
- Henri Harpignies résida dans la commune ;
- Alain Lambert réside dans la commune ;
- Mary Renard peignit le village ;
- Paul Saïn résida dans la commune ;

## Héraldique
| Blason de Saint-Céneri-le-Gérei | Blason  | D'argent à la fasce d'azur.                      |
| Blason de Saint-Céneri-le-Gérei | Détails | Le statut officiel du blason reste à déterminer. |